# Raven Saunders
Raven Saunders (Herford, 15 de maio de 1996) é uma atleta do arremesso de peso estadunidense, medalhista olímpica.
Ela ganhou três títulos colegiais da NCAA no arremesso de peso para a Universidade do Mississippi. Em 2021, Saunders conquistou a medalha de prata nos Jogos Olímpicos de Verão de 2020 em Tóquio com um arremesso de peso de 19,96 m. Depois de receber sua medalha de prata durante a cerimônia de medalha, Saunders ergueu os braços e os cruzou em forma de X no pódio. Saunders afirmou que sua demonstração pretendia simbolizar o apoio às pessoas "oprimidas".